# Kunst im öffentlichen Raum in Hamburg-Horn
Diese Liste von Kunst im öffentlichen Raum in Hamburg-Horn enthält dauerhaft aufgestellte Kunstwerke auf dem Gebiet des Stadtteils Horn der Freien und Hansestadt Hamburg, die sich im öffentlichen Raum befinden und von anerkannten Künstlern und Künstlerinnen geschaffen wurden. Viele dieser Kunstwerke sind durch das Programm Kunst am Bau (und dessen Folgeprogramme) gefördert oder mit öffentlichen Geldern angekauft worden, dies ist aber keine Voraussetzung für die Aufnahme. Ebenso mögen einige dieser Kunstwerke als Kulturdenkmal geschützt sein, aber auch das ist keine Voraussetzung für die Aufnahme in diese Liste.
Bauschmuck ist im Normalfall im Artikel über das Bauwerk darzustellen, und gehört nicht in diese Liste. Streetart kann Aufnahme in die Liste finden, wenn es zu dem konkreten Kunstwerk eine ausführliche Rezeption in der Kunstwissenschaft gibt und ein enzyklopädischer Artikel über die Streetart-Künstler oder -Künstlerin existiert oder vorstellbar wäre. Denkmäler, die an eine Person oder ein Ereignis erinnern, können in die Liste aufgenommen werden, wenn sie ob ihrer zumeist plastischen Gestaltung als Kunstwerk gelten können. Bei reinen Gedenktafeln ist das normalerweise nicht der Fall.
Basis der Zusammenstellung sind Datensätze der Hamburger Kulturbehörde von 2012 und 2018, eine Veröffentlichung der SAGA GWG von 2008, und verschiedene Veröffentlichungen von Kunsthistorikern zum Thema. Eine abschließende Liste von Literatur kann es nicht geben, jedoch ist für jeden Eintrag in die Liste ein konkreter Verweis auf eine amtliche Liste oder anerkannte Sekundärliteratur erforderlich.
Gestohlene oder zerstörte Kunstwerke, die ehemals in Hamburg-Horn aufgestellt waren, sind in einer separaten Liste aufgeführt.

## Legende
- Lage: Nennt die nächstgelegene Straße und, wenn vorhanden und sinnvoll, das nächstgelegene Bauwerk (mit Hausnummer) oder das umgebende Gebiet (z. B. einen Park) und gibt nötigenfalls Hinweise zur genauen Lage. Darunter werden - wenn vorhanden - auch die Geo-Koordinaten und das Wikidata-Logo als Verweis auf das Wikidata-Objekt angegeben. Die Spalte ist nach der Adresse sortierbar.
- Künstler/in: Name des Künstlers oder der Künstlerin, die das Kunstwerk geschaffen haben, verlinkt mit dem Wikipedia-Artikel zur Person. Die Spalte ist nach dem Nachnamen sortierbar.
- Beschreibung: Kurzbeschreibung des Werks, immer zuerst: Werktitel (kursiv), dann möglichst Material, Stil, Größe, Dargestelltes, Art der Förderung
- Jahr: Jahr der Fertigstellung des Kunstwerkes, wenn unbekannt dann das Jahr der Aufstellung. Hier kann nur ein einziges Jahr angegeben werden, kein Zeitraum. Weitere zeitliche Details zur Schaffung des Kunstwerkes (von–bis) können in der Beschreibung angegeben werden.
- Quelle: Kulturbehörde, SAGA, Literatur, jeweils mit Fußnote. Diese Angabe ist für eine Aufnahme in die Liste verpflichtend.
- Bild: Bild des Kunstwerks, mit Link auf Commons-Kategorie wenn vorhanden

Hinweis: Die Grundsortierung der Liste erfolgt nach der Adresse. Die Liste ist alternativ nach Künstler, Werktitel, Datierung oder Quelle sortierbar.

## Liste
| Lage | Künstler              | Beschreibung | Jahr    | Quelle        | Bild |  |
| --- | --------------------- | --- | ------- | ------------- | --- |  |
| Beim Pachthof 4 Von Dratelnscher Park, am Pastor-Dubbels-Weg (Lage)                                         | Max Schegulla         | ohne Titel Brunnenskulptur aus Bronze | 1984    | Zabel         | weitere Bilder |  |
| Beim Rauhen Hause 21 Gelände der Stiftung Das Rauhe Haus, zwischen Haus Tanne und Anker (Lage)              | Carl Constantin Weber | Für die Kinder der Welt Denkmal aus Anröchter Stein für Johann Hinrich Wichern, gestiftet von der Nordelbischen Landeskirche anlässlich des 200-jährigen Jubiläums der Geburt von Wichern. | 2009    | Presse        | weitere Bilder |  |
| Böcklerstraße 27 Innenbereich der Wohnblöcke (Lage)                                                         | Kurt Bauer            | Tiger Bronzeskulptur eines pirschender Tigers in gestreckter Haltung, aufgestellt auf einem gemauerten Sockel. Ankauf durch die SAGA. | 1968    | Kulturbehörde | weitere Bilder |  |
| Culinstraße 12 Grünfläche (Lage)                                                                            | Fritz Fleer           | Haarflechtende Bronzeskulptur einer knienden, nackten Frau, die sich selbst die Haare hinter dem Kopf flicht. Ankauf durch SAGA im Rahmen des Programms „Kunst am Bau“. | 1963    | Kulturbehörde | weitere Bilder |  |
| Georg-Blume-Straße 32/48 Am Parkhaus gegenüber (Lage)                                                       | Andreas Nowack        | Verkehrszeichen Wandgestaltung der Betonfassade eines Parkhauses mit Mosaikflächen aus Keramik. Dargestellt werden Verkehrszeichen sowie Kfz-Kennzeichen. | 1968    | SAGA          | weitere Bilder |  |
| Hermannstal 82 Schule Hermannstal, Wiese (Lage)                                                             | Richard Steffen       | Liegende KaB | 1959    | Kulturbehörde | weitere Bilder |  |
| Hermannstal 82 Schule Hermannstal, an Durchgangsmauer zu Lehrerzimmer (Lage)                                | Richard Steffen       | Gruppe KaB | 1954    | Kulturbehörde | Bild gesucht Die Wikipedia wünscht sich an dieser Stelle ein Bild vom Ort mit diesen Koordinaten 53.54982 10.09476 . Motiv: Hermannstal 82 Falls du dabei helfen möchtest, erklärt die Anleitung , wie das geht. BW    |  |
| Hermannstal 88 Kita Hermannstal, Restaurant (Lage)                                                          | Ragna Sperschneider   | Wandgestaltung KaB | 1960    | Kulturbehörde | Bild gesucht Die Wikipedia wünscht sich an dieser Stelle ein Bild vom Ort mit diesen Koordinaten 53.54996 10.09715 . Motiv: Hermannstal 88 Falls du dabei helfen möchtest, erklärt die Anleitung , wie das geht. BW    |  |
| Horner Redder 15c Ecke Legienstraße (Lage)                                                                  | Fritz Fleer           | Großer Sitzender SAGA | 1964    | Kulturbehörde | weitere Bilder |  |
| Horner Weg 105 Auf Stele vor dem Wohnblock, am Durchgang zum Horner Stieg (Lage)                            | Richard Kuöhl         | Bauarbeiter Keramik | 1929    | Zabel         | weitere Bilder |  |
| Horner Weg 89 Stadtteilschule Horn, Standort Horner Weg, Kreuzbau, Treppenhaus (Lage)                       | Klaus Kröger          | ohne Titel Wandgestaltung über drei Stockwerke, KaB | 1960    | Kulturbehörde | Bild gesucht Die Wikipedia wünscht sich an dieser Stelle ein Bild vom Ort mit diesen Koordinaten 53.55565 10.07046 . Motiv: Horner Weg 89 Falls du dabei helfen möchtest, erklärt die Anleitung , wie das geht. BW     |  |
| Horner Weg 89 Stadtteilschule Horn, Standort Horner Weg, Verwaltungsgebäude, Fensterfront zur Straße (Lage) | Herbert Spangenberg   | ohne Titel Drei farbige Glasfenster, ursprünglich im Rahmen des Programms „Kunst am Bau“ für die Förderschule in der Weddestraße 28 angekauft. Jene Schule wurde 2013 geschlossen, die Gebäude sollen ab 2023 abgerissen werden. 2022 wurden die denkmalgeschützten Glasfenster geborgen und am Horner Weg 89 eingebaut. | 1954    | Kulturbehörde | weitere Bilder |  |
| Horner Weg 89 Stadtteilschule Horn, Standort Horner Weg, Westflügel des Kreuzbaus (Lage)                    | Herbert Spangenberg   | Sportpyramide KaB | 1957    | Kulturbehörde | weitere Bilder |  |
| Kroogblöcke 40 Platz zwischen den Gebäuden Kroogblöcke 40, Querkamp 7 und Hermannstal 103 (Lage)            | Kurt Schwerdtfeger    | Vogelbaum Baumskulptur mit Sitzbank, beides aus Stein. Ankauf durch SAGA. | 1965    | Kulturbehörde | weitere Bilder |  |
| Manshardtstraße 115 Ladenzeile (Lage)                                                                       | Karl-Heinz Engelin    | Mann und Pferd ? | 1963    | Kulturbehörde | weitere Bilder |  |
| Rennbahnstraße 110 Am Eingang zum Verwaltungsgebäude des DJH-Landesverbands Nordmark (Lage)                 | Tina Schwichtenberg   | Robbe Kleine Skulptur einer Robbe aus gebranntem Ton, weitere 18 Robben dieser Serie befinden sich an der Jugendherberge Husum. Die Arbeit wurde 1989 vom Deutschen Jugendherbergswerk anlässlich des 75-jährige Jubiläum des DJH-Landesverbands Nordmark angekauft.                                                     | 1989    | Kulturbehörde | weitere Bilder |  |
| Rhiemsweg 61 Grundschule Horn, Kreuzbau, Treppenhaus über drei Stockwerke (Lage)                            | Eduard Bargheer       | Gärten Dreiteiliges Wandgemälde, EG: Frühlingsgarten, 1. OG: Nächtlicher Garten, 2. OG: Südlicher Garten. KaB | 1957–58 | Kulturbehörde | Bild gesucht Die Wikipedia wünscht sich an dieser Stelle ein Bild vom Ort mit diesen Koordinaten 53.55957 10.07454 . Motiv: Rhiemsweg 61 Falls du dabei helfen möchtest, erklärt die Anleitung , wie das geht. BW      |  |
| Rhiemsweg 61 Grundschule Horn (Lage)                                                                        | Ruth Godbersen        | Liegende Mutter Steinskulptur einer liegende Mutter, das kleine Kind in den Armen. Ankauf im Rahmen des Programms „Kunst am Bau“ kurz nach Gründung der damaligen Volksschule Sievekingsallee. | 1960    | Kulturbehörde | weitere Bilder |  |
| Snitgerreihe 2 Stadtteilschule Horn, Grundstücksverbindungsteil, links vor Eingang (Lage)                   | Klaus-Jürgen Luckey   | Rieselbrunnen mit Kommunikationszentrum Edelstahl-Stele mit einer kugelförmigen Verdickung auf halber Höhe. Die Teile der Stele sind leicht versetzt, durch die Spalten zwischen den Elementen konnte das Wasser herabrieseln. Ankauf im Rahmen des Programms „Kunst am Bau“.                                            | 1975    | Kulturbehörde | weitere Bilder |  |
| Speckenreye 11 Schule Speckenreye, vor Eingang (Lage)                                                       | Edgar Augustin        | Hockende KaB | 1967    | Kulturbehörde | weitere Bilder |  |
| Speckenreye 24 Giebelseite (Lage)                                                                           | Andreas Nowack        | Karussell SAGA | 1963    | Kulturbehörde | weitere Bilder |  |
| Stengelestraße 38 Schule Stengelestraße, Kreuzbau (Lage)                                                    | Helmuth Heinsohn      | ohne Titel Wandgestaltung über zwei Stockwerke, KaB | 1958    | Kulturbehörde | Bild gesucht Die Wikipedia wünscht sich an dieser Stelle ein Bild vom Ort mit diesen Koordinaten 53.54964 10.09411 . Motiv: Stengelestraße 38 Falls du dabei helfen möchtest, erklärt die Anleitung , wie das geht. BW |  |
| Stoltenstraße Hanseaten-Kaserne (Unterkunftsbereich der Bundeswehr-Hochschule), Park im Innenbereich (Lage) | Ansgar Nierhoff       | ohne Titel Skulptur, mehrteiliges Objekt aus Cortenstahl und Edelstahl, Ankauf durch Bundesbauabteilung Hamburg | 1978    | Kulturbehörde | Bild gesucht Die Wikipedia wünscht sich an dieser Stelle ein Bild vom Ort mit diesen Koordinaten 53.5625278 10.0982675 . Motiv: Stoltenstraße Falls du dabei helfen möchtest, erklärt die Anleitung , wie das geht. BW |  |
| Stoltenstraße Hanseaten-Kaserne (Unterkunftsbereich der Bundeswehr-Hochschule) (Lage)                       | Kenneth Snelson       | ohne Titel Röhrenobjekt aus Plastik und V2A-Stahl | 1976    | Kulturbehörde | Bild gesucht Die Wikipedia wünscht sich an dieser Stelle ein Bild vom Ort mit diesen Koordinaten 53.56167 10.09914 . Motiv: Stoltenstraße Falls du dabei helfen möchtest, erklärt die Anleitung , wie das geht. BW     |  |
| Washingtonallee 97 Grünfläche zur Straße (Lage)                                                             | Kurt Bauer            | Hirschkuh mit Kalb Bronzeskulptur einer stehenden Hirschkuh mit ihrem Kalb. Ankauf durch die Neue Heimat Nord, jetzt SAGA. | 1957    | Kulturbehörde | weitere Bilder |  |